# دیک یورک
دیک یورک (انگلیسی: Dick York؛ ۴ سپتامبر ۱۹۲۸ – ۲۰ فوریهٔ ۱۹۹۲) هنرپیشه اهل ایالات متحده آمریکا بود. وی بین سال‌های ۱۹۴۷ تا ۱۹۸۴ میلادی فعالیت می‌کرد.
از کارهایی که وی در آن نقش داشته است می‌توان به مجموعه افسونگر (۱۹۶۴) اشاره کرد.

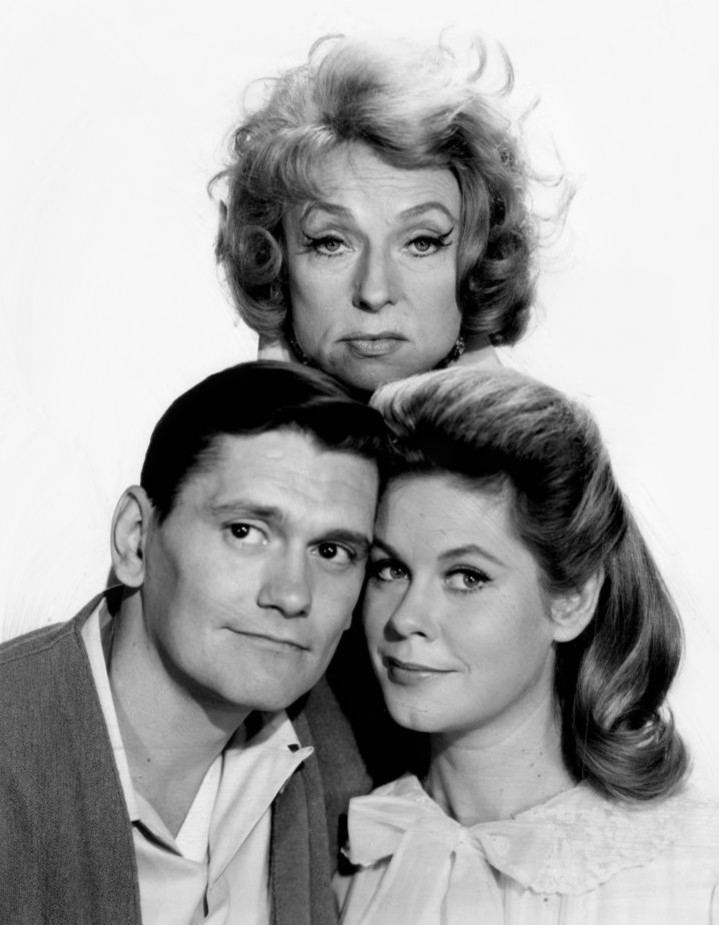
یورک همراه با دیگر ستارگان افسونگر، الیزابت مونت‌گومری (جلو) و اگنس مورهد (عقب)